# Hylebates
Hylebates là một chi thực vật có hoa trong họ Hòa thảo (Poaceae).

## Loài
Chi Hylebates gồm các loài: